# 黄文金
黄 文金（こう ぶんきん、Huáng Wénjīn、1832年 - 1864年）は、太平天国の指導者の一人。
広西省鬱林州博白県出身。早期から拝上帝会に入信し、1850年の金田蜂起に加わった。1853年から江西省湖口の守りにつき、胡鼎文らとともに清軍の攻撃を撃退した。1857年、湖口が陥落すると撤退し、右軍主将韋俊の部に属した。1859年、安徽省池州に駐屯していた韋俊が清に降伏すると、劉官芳・古隆賢・頼文鴻とともに韋俊を攻撃して池州を奪回した。1860年、第二次江南大営攻略に参加した。その後、江西省や江蘇省を転戦し、1862年に堵王に封ぜられた。1863年、安徽省南部から江西省に入って湖口の奪取を狙ったが、功なくして帰還した。その後、浙江省に入り、湖州を守った。天京陥落後は洪天貴福を護衛して湖州を逃れたが、途中の寧国で負傷死した。いとこの昭王黄文英が黄文金を埋葬し、洪天貴福を護衛して逃亡を続けた。